# Association Antigone
Pour les articles homonymes, voir Antigone.
L'association Antigone est une association non gouvernementale ayant son siège à Rome. Elle s'intéresse à la protection des droits et des garanties du système pénal. Plus particulièrement, elle favorise les interventions et les débats sur le droit pénal et procédural en Italie et son évolution. Elle collecte et diffuse des informations sur la vie en prison, et est aussi responsable de la préparation des projets de lois et de la définition d'éventuels amendements relatifs à des propositions en cours d'adoption. De plus, elle promeut des campagnes d'information et de sensibilisation sur des thèmes et des aspects particuliers mais toujours liées au développement de la culture juridique en Italie.
L'association Antigone dispose du statut d'organisation à but non lucratif d'utilité sociale. L'association développe son action grâce à un réseau de sièges régionaux: Abruzzes, Calabre,  Campanie, Émilie-Romagne, Lombardie, Marches, Pouilles, Piémont, Sicile, Toscane, Ombrie, Vénétie.
Les organes nationaux de l'association sont: l'assemblée des associé(e)s, le/la président(e), le comité directif, le/la trésorier(e), le comité scientifique et le collège des arbitres.
L'actuel président est Patrizio Gonnella, en poste depuis 2005

## L'histoire
Fondée en 1991, l'Association Antigone est née dans les années 1980, dans le sillage de la revue homonyme encouragée, entre autres, par Massimo Cacciari, Mauro Palma, Luigi Ferrajoli, Stefano Rodotà e Rossana Rossanda.
Le premier président d'Antigone a été Mauro Palma (1991-1999), remplacé par Stefano Anastasia (1999-2005)
L'association Antigone exerce ses activités, aussi grâce à l'Observatoire sur les conditions de détention en Italie, à l'Observatoire européen sur les conditions carcérales, au Centre européen d'étude, de formation, de documentation et de recherche sur le droit pénal et l'exclusion sociale, au Bureau du défenseur civique des personnes privées de liberté. 

## Observatoire sur les conditions de détention en Italie
L'observatoire sur les conditions de détention est né en 1998 et implique dans ses activités près de 40 observateurs volontaires. Les visites des observateurs dans les institutions pénitentiaires italiennes sont autorisées par le Ministère de la justice à l'échelon régional et national. À travers des visites périodiques dans les prisons, ils établissent et mettent à jour des rapports relatifs aux différentes institutions. Des extraits de ces rapports sont ensuite publiés sous forme de fiches dans le Rapport en ligne consultable sur le site de l'Observatoire. Tous les deux ans, à l'origine, puis tous les ans depuis 2008, l'Observatoire publie un rapport papier, dans lequel le système pénitentiaire italien et les problématiques liées aux peines d'emprisonnement sont analysées sur la base des constatations faites par les observateurs. Jusqu'à aujourd'hui, onze rapports ont été publiés. Oltre i tre metri quadri. Undicesimo Rapporto sulle condizioni di detenzione in Italia. Torino: Gruppo Abele Editore, 2014

## Observatoire européen sur les conditions carcérales
Depuis 2003 Antigone dirige un Observatoire européen sur les conditions carcérales financé par l'Union européenne, qui implique aujourd'hui neuf pays. L'Observatoire européen est né d'un vieux projet qu'avait déjà Antigone en 2000 et qui avait donné naissance aux premiers accords avec certains partenaires et les premières études. Aujourd'hui c'est une organisation qui fonctionne à plein régime, avec un travail de recherche comparatif sur les systèmes pénitentiaires des pays concernés et avec une activité de plaidoyer qui vise à influencer les politiques pénales, pénitentiaires nationales et internationales et à renforcer les mécanismes de protection des droits de l'Homme dans les lieux de privation de liberté.

## Observatoire sur les prisons pour mineurs
Depuis 2008 Antigone est autorisée à visiter tous les établissements pénitentiaires pour les mineurs italiens. Nous avons déjà publié deux rapports dont le dernier est un livre électronique édité par Micromega. 27 volontaires sont impliqués. C'est un travail encore plus délicat que celui réalisé dans les prisons pour adultes. Nos rapports ont été largement pris en compte par les juges pour mineurs qui dans les deux dernières années nous ont invité à en présenter le contenu à tous leurs confrères. Il y a un peu moins de 20 prisons dans lesquelles il y a près de 500 enfants dont les histoires devraient être entendues pour ensuite pouvoir les aider. 

## Centre européen d'étude, de formation, documentation et recherche sur le droit pénal et l'exclusion sociale
Fondé en 2005, ses activités recoupent celles de l'Observatoire italien sur les conditions carcérales et celles de l'Observatoire européen. Il collecte, conserve et organise des documents officiels, des textes et des revues spécialisées. À travers sa bibliothèque en réseau avec le système bibliothécaire national, et la banque de données en ligne, il constitue un point de référence sur le territoire pour les étudiants, les simples citoyens, les forces de police, les chercheurs universitaires, la magistrature, les autorités locales et pour les associations de volontaires. 

## Le médiateur des personnes privées de liberté encouragé par Antigone
En septembre 2008, Antigone a ajouté à l'Observatoire national sur les conditions de détention son propre médiateur pour la protection des droits des personnes privées de liberté. Il s'agit d'une figure non institutionnelle qui fortifie les instruments de protection des droits de l'Homme et des droits des personnes privées de liberté à travers des visites périodiques dans les prisons et en apportant une assistance administrative et légale au profit des détenus. L'organisme se sert des observateurs volontaires de l'Association, d'une équipe légale et collabore activement avec les garants désignés par les autorités locales et régionales. Stefano Anastasia occupe actuellement le rôle du médiateur d'Antigone

## Antigone: revue critique du système pénal et pénitentiaire
Depuis janvier 2006 Antigone publie tous les quatre mois, sous la direction scientifique de Claudio Sarzotti, la revue Antigone. Une critique du système pénal et pénitentiaire édité par l'Harmattan Italia

## Jailhouse Rock
Jailhouse Rock. Sons, musiciens et joué par le monde des prisonniers est une émission de radio conduite par Patrizio Gonnella et Susanna Marietti, respectivement président et coordinatrice de l'association Antigone. Dans l'histoire de Jailhouse Rock l'histoire de la musique cohabite avec celle de la prison. Les détenus de la prison romaine de Rebibbia Nuovo Complesso et de la prison milanaise de Bollate participent à la transmission. Donnant vie à la première expérience de ce genre, chaque semaine ils réalisent un journal radio de la prison depuis Jailhouse Rock, mais aussi des reprises des artistes entendus dans l'émission. Parmi les invités réguliers, l'inspecteur de l'administration pénitentiaire toscane Carmelo Cantone, l'avocat Mirko Mazzali et l'expert de comédie et de sentiments refoulé Lucia Pistella. Chaque vendredi de 17h00 à 18h00 en direct sur Radio Articolo 1. Vous pouvez écouter Jailhouse Roch sur Radio Popolare, sur les fréquences de la Lombardie et des autres radios de Popolare Network, le dimanche de 16h30 à 17h30. Aussi sur les ondes de Controradio (Florence), le mardi à 22h30, sur Radio Citta del Capo (Bologne) le samedi à 14h00, sur Radio Flash (Turin) le lundi à 20h30, sur Radio Popolare Salento le dimanche à 16h30 et sur Radio Città Aperta (Rome) le vendredi à 14h00.